# Ooievaar
De ooievaar (Ciconia ciconia) is een vogel uit de familie van de ooievaars (Ciconiidae). De ooievaar wordt ook wel uiver, eiber of stork genoemd. De wetenschappelijke naam van de soort werd in 1758 als Ardea ciconia gepubliceerd door Carl Linnaeus in de tiende editie van Systema naturae.

## Veldkenmerken

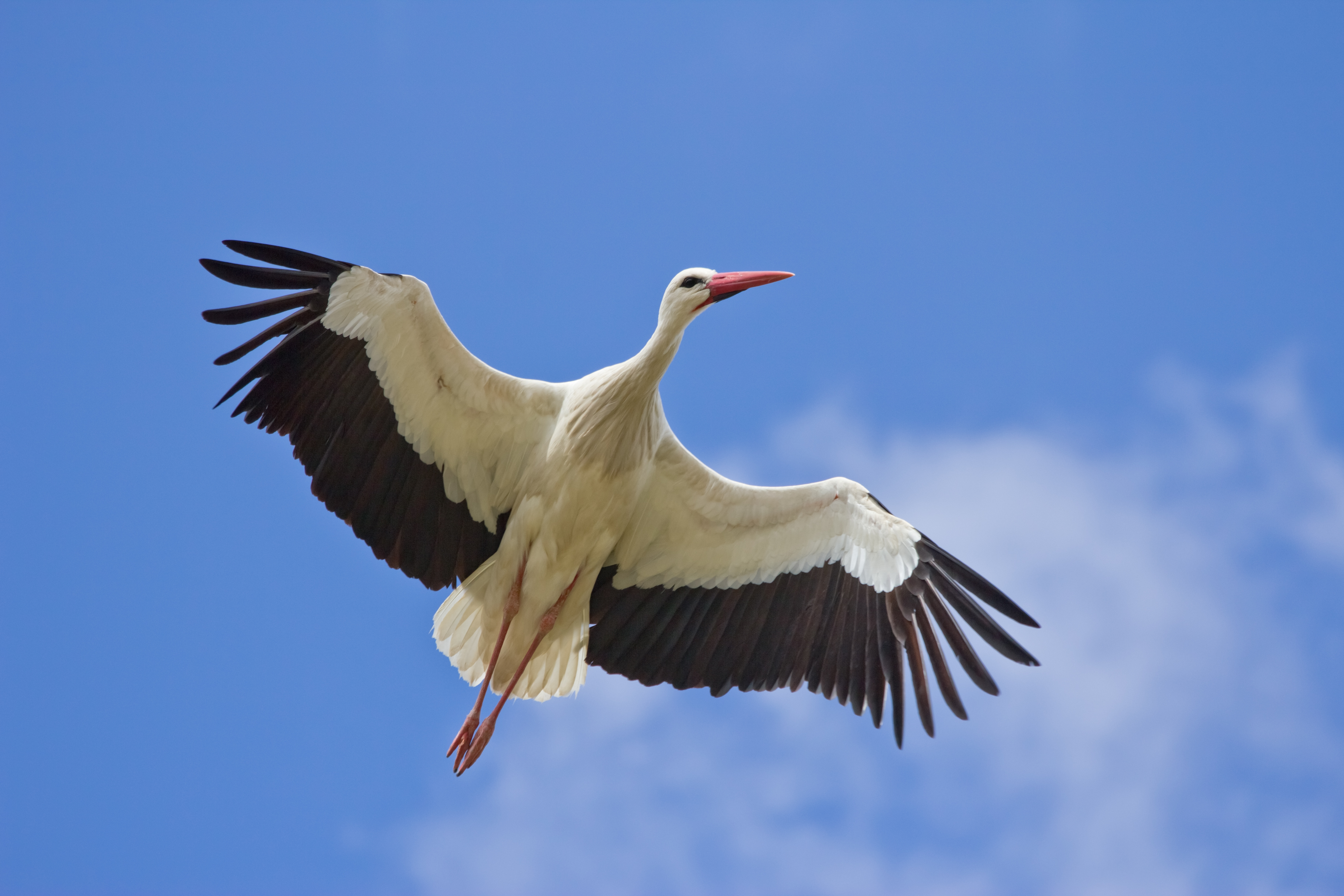
Ooievaar met uitgestrekte nek

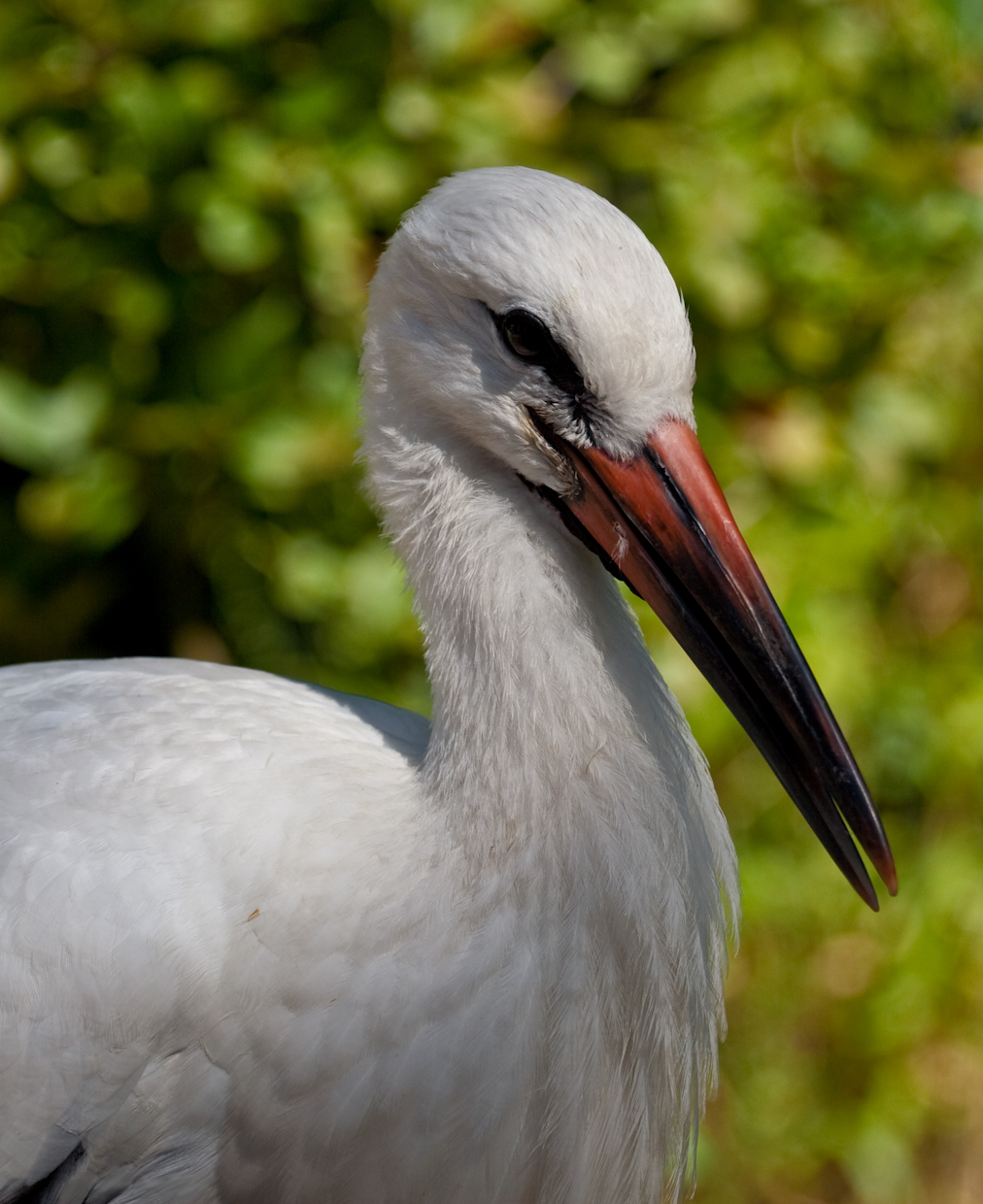
Een ouder jong in het Vogelpark Avifauna, Nederland. Snavel begint rood te kleuren aan de basis

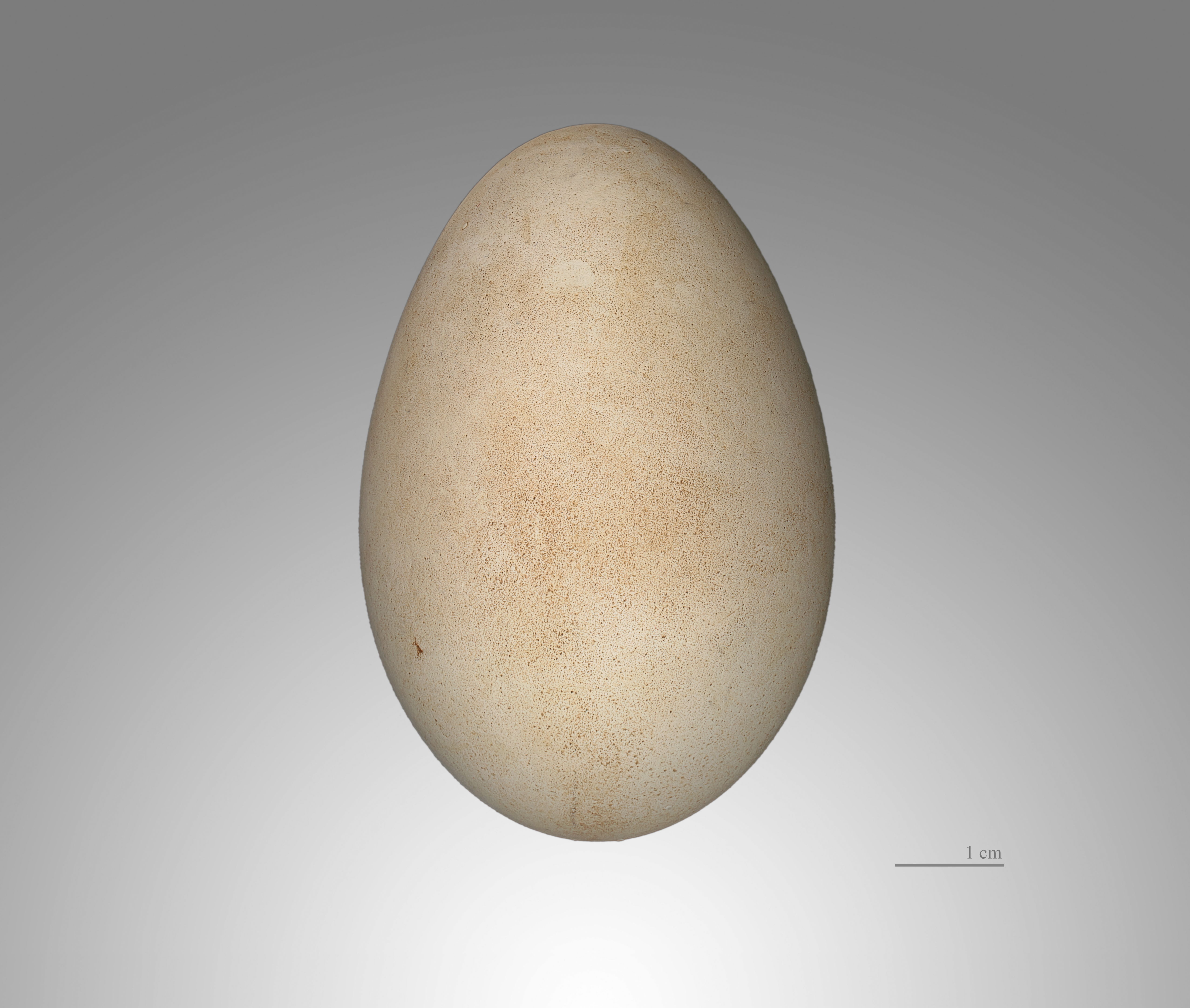
Ooievaarsei

De ooievaar is een grote, witte vogel met zwarte vleugelranden. Ooievaars hebben lange, rode poten en een lange, puntige, rode snavel. Mannelijke en vrouwelijke exemplaren zien er hetzelfde uit. Het mannetje is hierbij gemiddeld groter dan het vrouwtje. Een ooievaar wordt ongeveer tussen de 100 en de 120 cm lang (bek tot staarteinde). De spanwijdte is 155 tot 165 cm en ze wegen 2,3 tot 4,4 kg. Het zwart van de slagpennen en van de dekveren van de vleugels wordt veroorzaakt door het pigment melanine.
De borstveren zijn lang en ruig en vormen een kraag die wordt gebruikt bij de hofmakerij. De irissen zijn dof bruin of grijs. Volwassen exemplaren hebben een rode bek en rode poten, waarvan de kleur wordt veroorzaakt door carotenoïde in het voedsel. In delen van Spanje blijkt het pigment gebaseerd te zijn op astaxanthine, afkomstig van een geïntroduceerde rode rivierkreeft (Procambarus clarkii). Daar valt de helder rode kleur van de bek al op bij de jongere exemplaren, zelfs als ze nog in het nest zitten; elders hebben jongen een doffere bek.
De rui van de vogels is nog niet uitgebreid bestudeerd, maar lijkt het gehele jaar plaats te vinden, waarbij de slagpennen vervangen worden tijdens het broedseizoen.
Na het uitkomen zijn de jonge ooievaars gedeeltelijk bedekt met korte, verspreide, witachtige donsveren, dat meestal na een week wordt vervangen door een dichtere vacht van wollig wit dons. Direct uit het ei zijn de poten rossig, later worden ze grijsachtig zwart. De bek is zwart met een bruine punt. Tegen de tijd dat het jong veren krijgt, heeft het dezelfde kleurstelling als volwassen exemplaren, maar vaak iets doffer: veren kunnen donkerbruin in plaats van zwart zijn en de bek en poten kunnen wat doffer bruinrood of oranje zijn. De snavel is meestal oranje of rood met een donkere punt. De snavel krijgt de volwassen rode kleur pas in de daaropvolgende zomer, maar bij sommige exemplaren blijft de zwarte punt zichtbaar. Jonge ooievaars verkrijgen hun volwassen verenkleed in hun tweede zomer.

## Voedsel

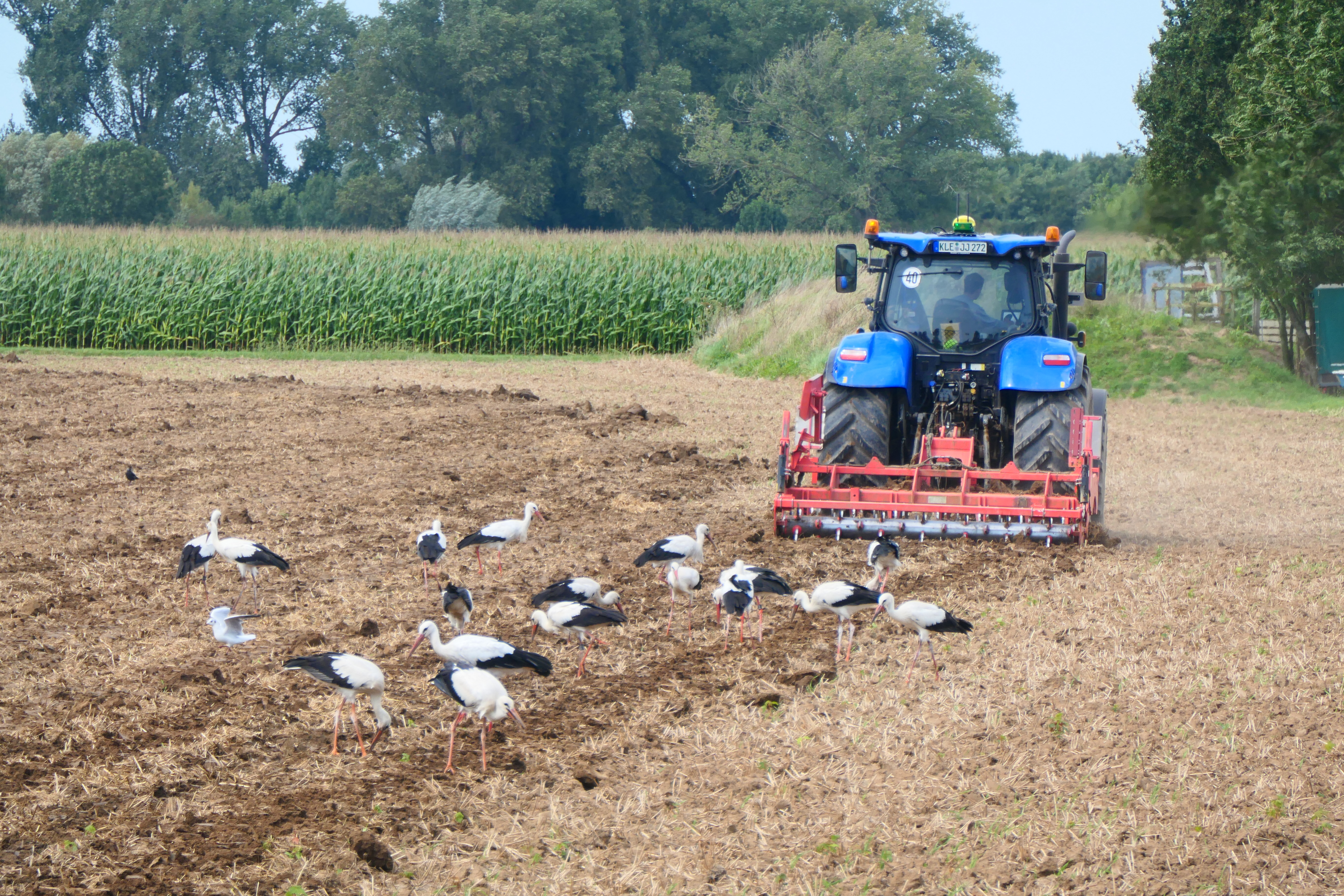
Voedselzoekende ooievaars

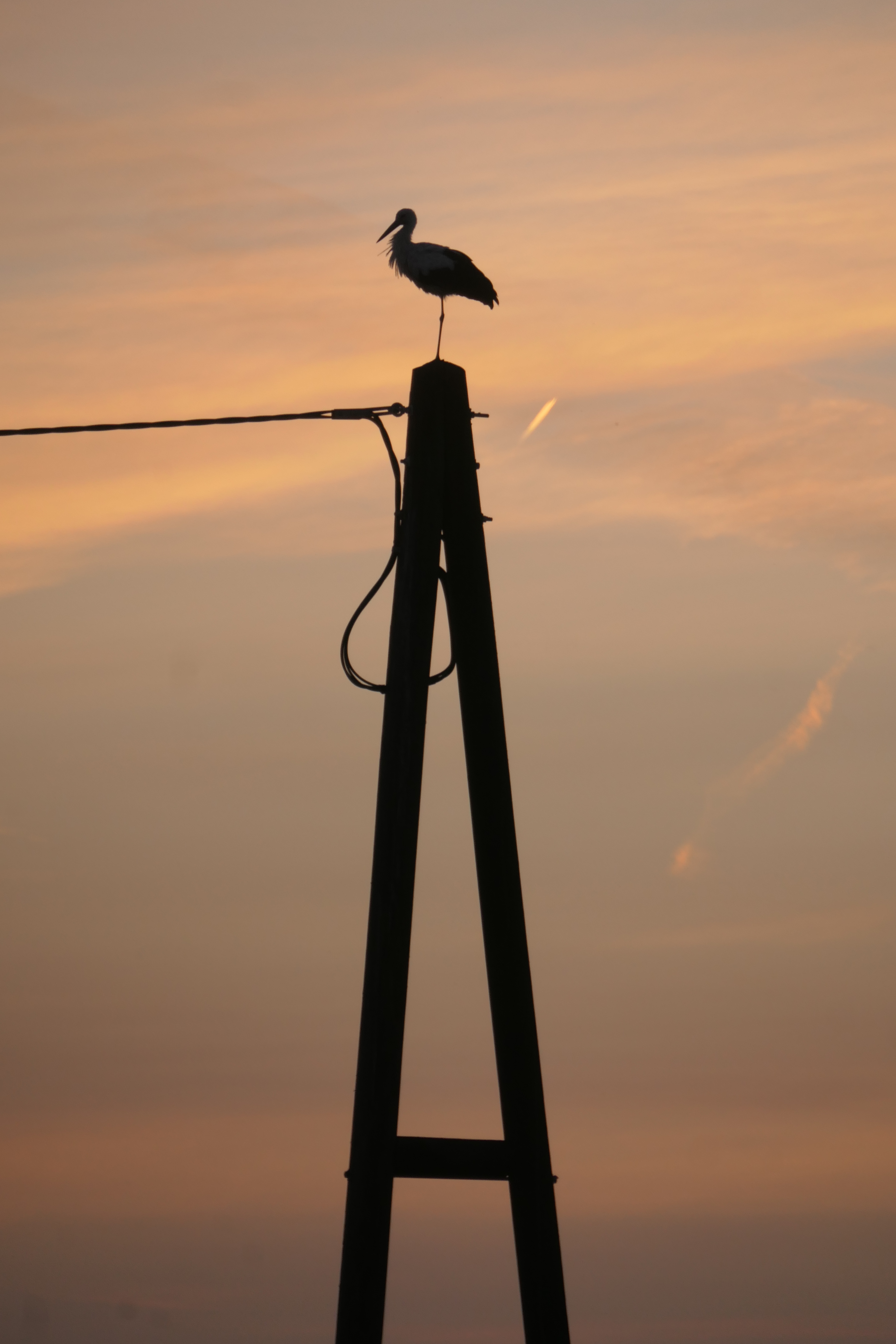
Nachtplaats op een mast

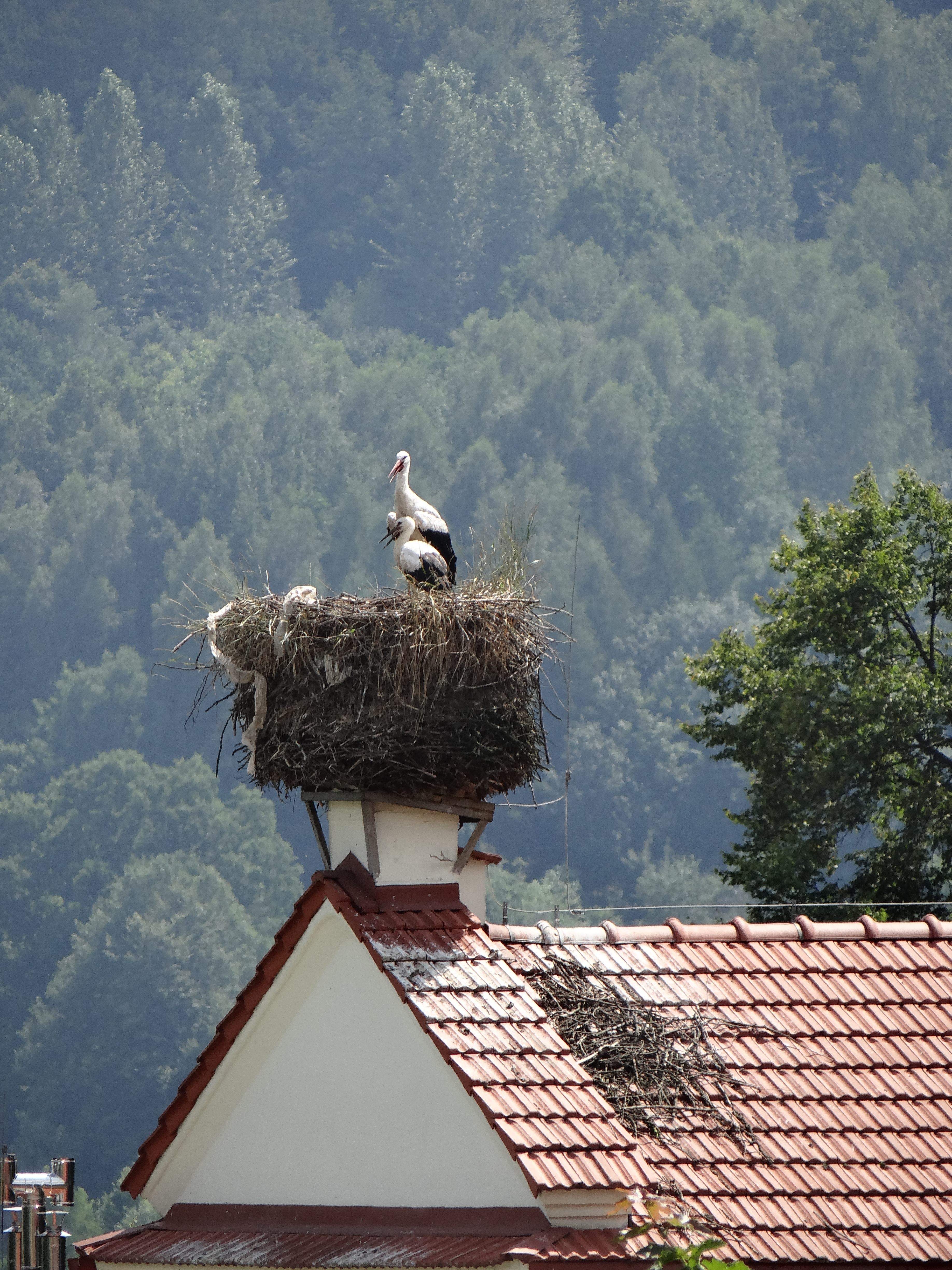
Nest op een huis

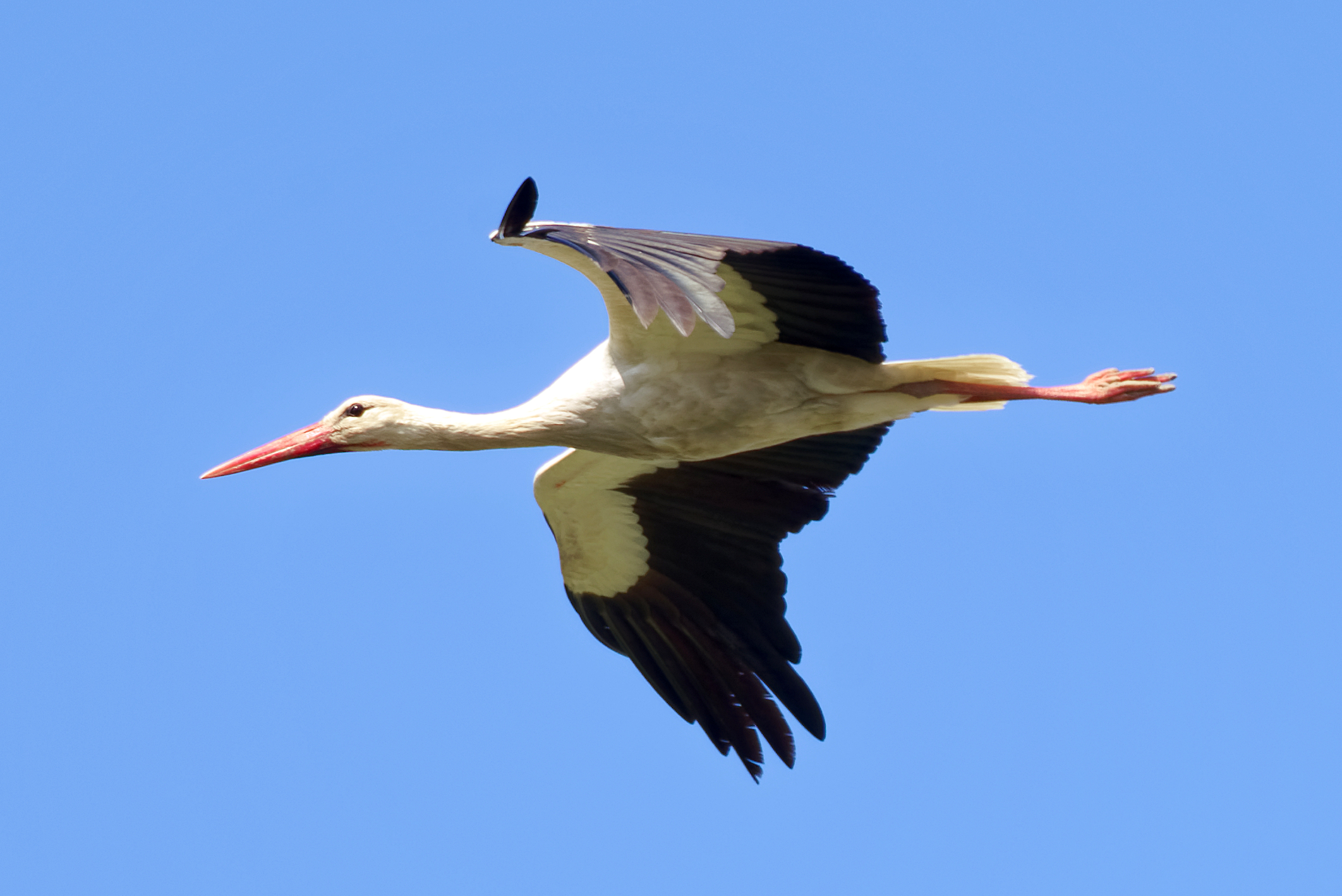
Vliegende ooievaar

Als carnivoor eet de ooievaar een breed scala aan dierlijke prooien, inclusief insecten, vissen, amfibieën, reptielen, kleine zoogdieren en kleine vogels. Hij pakt het meeste voedsel van de grond, tussen lage vegetatie en uit ondiep water. Zoals de meeste van zijn verwanten eet een ooievaar vooral regenwormen en grote insecten, maar ook jonge vogels (pullen van eenden), mollen, hagedissen, knaagdieren, jonge hazen en konijnen. In tegenstelling tot wat vaak wordt aangenomen, staat de kikker maar zeer spaarzaam op het menu. 

## Voortplanting en jeugd
Een ooievaar is vruchtbaar vanaf het derde levensjaar.  Het is een monogame broeder, maar vormt geen paar voor het leven. Het paar bouwt een nest bestaande uit grote takken, dat soms jaren wordt gebruikt. Een hoge plek met een vrije aanvliegroute heeft de voorkeur. Ooievaars zijn niet trouw aan elkaar, maar hechten aan een plek, zodat sommige paartjes lang bij elkaar blijven. Als het nest verwijderd wordt, herbouwen ze het soms binnen enkele dagen. De vogels kijken geschikte plekken van elkaar af, zodat bijvoorbeeld spoorportalen regionaal populair kunnen zijn. Een nest kan honderden kilo's wegen.
De eieren hebben een fijne korrelige textuur en zijn kalkwit of doorzichtig geel, zonder tekening. Ze zijn aanvankelijk dof, maar worden langzaamaan meer en meer glanzend en bruin gewolkt. Een ei weegt ongeveer 110 gram.
Het vrouwtje legt elk jaar één legsel van gewoonlijk vier eieren, die 33 tot 34 dagen na het leggen asynchroon uitkomen. De ouders wisselen elkaar af in het broeden en voedsel zoeken, en ze laten het nest niet alleen. Als een van de ouders niet op het nest terugkeert, zal de andere op het nest blijven wachten en uiteindelijk met de jongen verhongeren. 58 tot 64 dagen na het uitkomen verlaten de jongen het nest, waarna ze nog 7 tot 20 dagen gevoed worden door de ouders.

## Sociaal gedrag
Ooievaars zijn sociale dieren, maar hebben ook tijd voor zichzelf nodig. Verder besteden ze veel tijd aan de kleine jongen. Als ooievaars elkaar begroeten, tonen ze hun verbondenheid met spectaculair snavelgeklepper. Ze zitten 's nachts graag hoog en hebben overdag snel in de gaten waar omgeploegde velden zijn waar ze in groepen foerageren. Ze vliegen ook in groepen. Als cultuurvolger zijn ze gewend aan menselijke nabijheid.

## Verspreiding en trek
De ooievaar overwintert in Afrika ten zuiden van de Sahara of in India. Er zijn twee ondersoorten, die beide broeden in Europa (noordelijk tot Estland), Noordwest-Afrika, Zuidwest-Azië (oostelijk tot het zuiden van Kazachstan) en zuidelijk Afrika. Bij de vogeltrek vermijden de vogels grote open wateren omdat daar te weinig thermiek is. De oversteek tussen Europa en Afrika kan dus niet via de Middellandse Zee: ze vliegen om via de Levant in het oosten of de Straat van Gibraltar in het westen.
In Zuid-Afrika heeft de soort de neiging plotseling op te duiken bij insectenplagen om te profiteren van de overvloed.

## Bescherming
De ooievaar heeft in de 21e eeuw volgens het International Union for Conservation of Nature (IUCN) de status "niet bedreigd".
De vogel profiteerde gedurende de middeleeuwen van menselijke activiteiten omdat toen veel bossen werden gekapt. Wijzigingen in landbouwmethodes en industrialisatie leidde in de 19e en 20e eeuw tot een sterke afname of zelfs het verdwijnen van de ooievaar uit delen van Europa. Het laatste in het wild levende exemplaar werd in België in 1895, in Zweden in 1955, in Zwitserland in 1950 en in Nederland in 1991 gezien. De soort werd sindsdien echter geherintroduceerd in vele regio's. Sinds 1994 heeft de ooievaar de International Union for Conservation of Nature and Natural Resources-status Veilig, na een eerdere classificatie in 1988 als Gevoelig. Beschermingsprogramma's in heel Europa hebben er in geresulteerd dat de ooievaar ook weer volop broedt in België, Nederland, Zwitserland en Zweden.
De ooievaar is een van de soorten waarop de Afrikaans-Euraziatische overeenkomst over watervogels (AEWA) van toepassing is. Een grote populatie ooievaars broedt in midden en Oost-Europa. Bij een telling in 2004 werden in Polen 52.500 paren, in Oekraïne 12.000 tot 18.000 paren, in Wit-Rusland 10.500 tot 13.000 paren, in Litouwen 10.000 paren en in Letland 8500 paren geteld. In Estland is de populatie ook toegenomen tot rond 4000 paren in 2004. Er waren rond 5000 paren in Roemenië en een schatting van 4818 broedende paren in Bulgarije. In Duitsland bevinden zich 3000 van de 3400 paren op het grondgebied van het voormalige Oost-Duitsland. Behalve in Spanje en Portugal, met respectievelijk 33.217 en 7684 paren in 2004/05, is de populatie in het westen van Europa min of meer stabiel, maar bijvoorbeeld de Deense populatie halveerde van zes naar slechts drie paren in 2005.
In de jaren 1980 was de populatie in het dal van de gehele Bovenrijn, een gebied dat eeuwenlang een sterke relatie had met de ooievaar, teruggevallen naar minder dan 9 paren. De herintroductie van ooievaars vanuit in dierentuinen gehouden exemplaren stopte de afname in Italië (30 paren), Nederland (9–12 paren) en Zwitserland (120–160 paren). In 2008 broedden er alweer 601 paren in Armenië en ongeveer 700 paren in Nederland en enkele paren broeden ook in Zuid-Afrika, typische recente kolonisten van een normaal overwinterende populatie. In Polen en Hongarije zijn elektriciteitspalen aangepast en voorzien van een platform om te voorkomen dat de grote ooievaarsnesten de elektriciteitsvoorziening verstoren en soms worden nesten verplaatst van elektriciteitspalen naar door de mens gemaakte platformen. Introductie van ooievaars vanuit dierentuinen in Nederland is opgevolgd door een programma van voeren en nestbouwen door vrijwilligers. Soortgelijke herintroductieprogramma's vinden plaats in Zweden en Zwitserland, waar 175 broedparen in 2000 werden geregistreerd. De levensvatbaarheid op lange termijn van de Zwitserse populatie is onzeker aangezien de successen bij het broeden laag zijn en additioneel voederen geen effect lijkt te hebben.

## Taxonomie
De ooievaar kreeg van Linnaeus in 1758 in Systema naturae de wetenschappelijke naam Ardea ciconia. In 1760 plaatste de Franse zoöloog Mathurin Jacques Brisson hem in het geslacht Ciconia, waarvan de soort op basis van tautonymie ook de typesoort is. Zowel de geslachts- als de soortnaam cǐcōnia zijn Latijn voor "ooievaar", zoals al vermeld in de werken van Horatius en Ovidius.
Er worden twee ondersoorten onderscheiden, die iets verschillen qua formaat:
- C. c. ciconia, de nominaat zoals beschreven door Linnaeus in 1758, broedt van Europa tot noordwest Afrika en het uiterste westen van Azië en een kleine populatie in Zuid-Afrika en overwintert voornamelijk in Afrika ten zuiden van de Sahara,[3] alhoewel sommige vogels ook overwinteren in India.[22]
- C. c. asiatica, beschreven door de Russische natuurvorser Severtzov in 1873, broedt in Turkestan en overwintert van Iran tot India. Hij is iets groter dan de nominaat.[3][23]

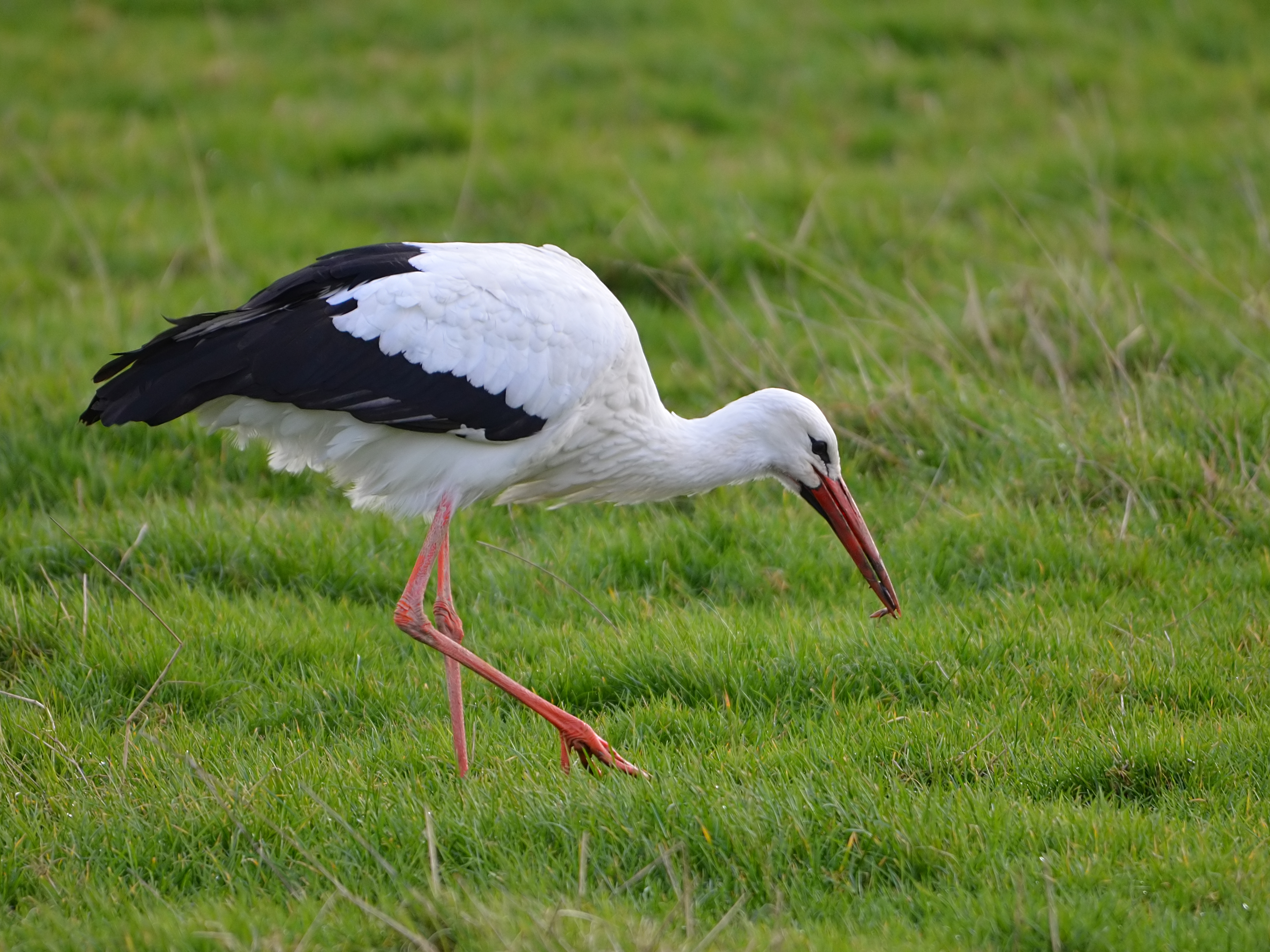
Ooievaar op de grens van Nederland en België bij Sluis

## Verspreiding en aantallen
De soort komt voor van Europa tot Zuid-Afrika. Nederland ligt aan de noordwestelijke rand van het verspreidingsgebied.

### Aantallen, dieptepunt en terugkeer

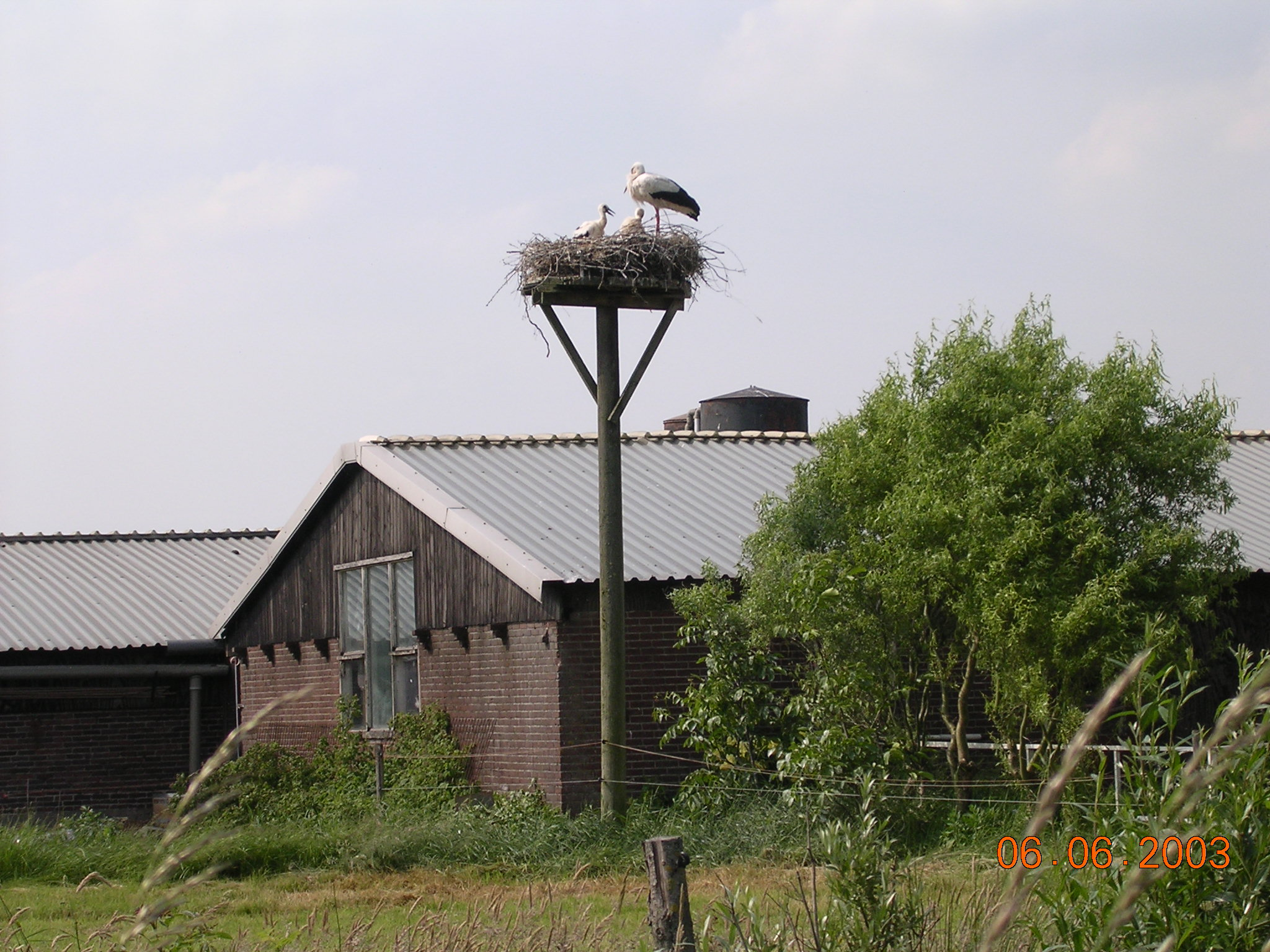
Buitenstation Zegveld

In West-Europa was rond 1980 een dieptepunt bereikt in de ooievaarstand door verlies van geschikt leefgebied door ruilverkaveling en bejaging langs de trekroutes, onder meer in Frankrijk.
In 1969 werd in Nederland vanuit ooievaarsdorp "het Liesvelt" (Groot-Ammers) een succesvol fokprogramma gestart. Jongen werden vrijgelaten in buitenstations. In 2003 vlogen weer vooroorlogse aantallen ooievaars rond. Door een verminderd gebruik van pesticiden in land- en tuinbouw en door een herstel van het biotoop doen ook de "wilde" ooievaars het goed. In de Gelderse Poort is het eerste succesvolle broedsel gevierd. Naast de gewone ooievaar wordt ook de zwarte ooievaar hier als dwaalgast gesignaleerd. De hoop is dat deze net als langs de Donau zich in de ooibossen zal vestigen.
De uitgezette ooievaars zijn gekozen uit groepen die de westelijke trek volgen, dat wil zeggen over Spanje naar West-Afrika. De oorspronkelijke Nederlandse ooievaars overwinterden in Zuid-Afrika, 12.000 km ofwel tweemaal zo ver en met veel meer gevaren op de tocht.
Andere ooievaarsstations in Nederland zijn Herwijnen (sinds 1979), Eernewoude, Zegveld (beide sinds 1980), De Lokkerij (bij Havixhorst, Meppel), Haastrecht, Spanga, 't Zand in Gorssel, Ommeren, Alphen aan den Rijn, Akmarijp en Rossum.
Aan de zuidrand van Lelystad zijn steeds meer ooievaars, ze overwinteren daar ook. In een elektriciteitsmast langs de oprit van de A6 (richting Almere) nestelen meerdere ooievaars.
In Den Haag worden ze de laatste tijd ook steeds vaker gespot.

Amsterdam kent ongeveer een tiental broedparen, waaronder een in het Vondelpark.

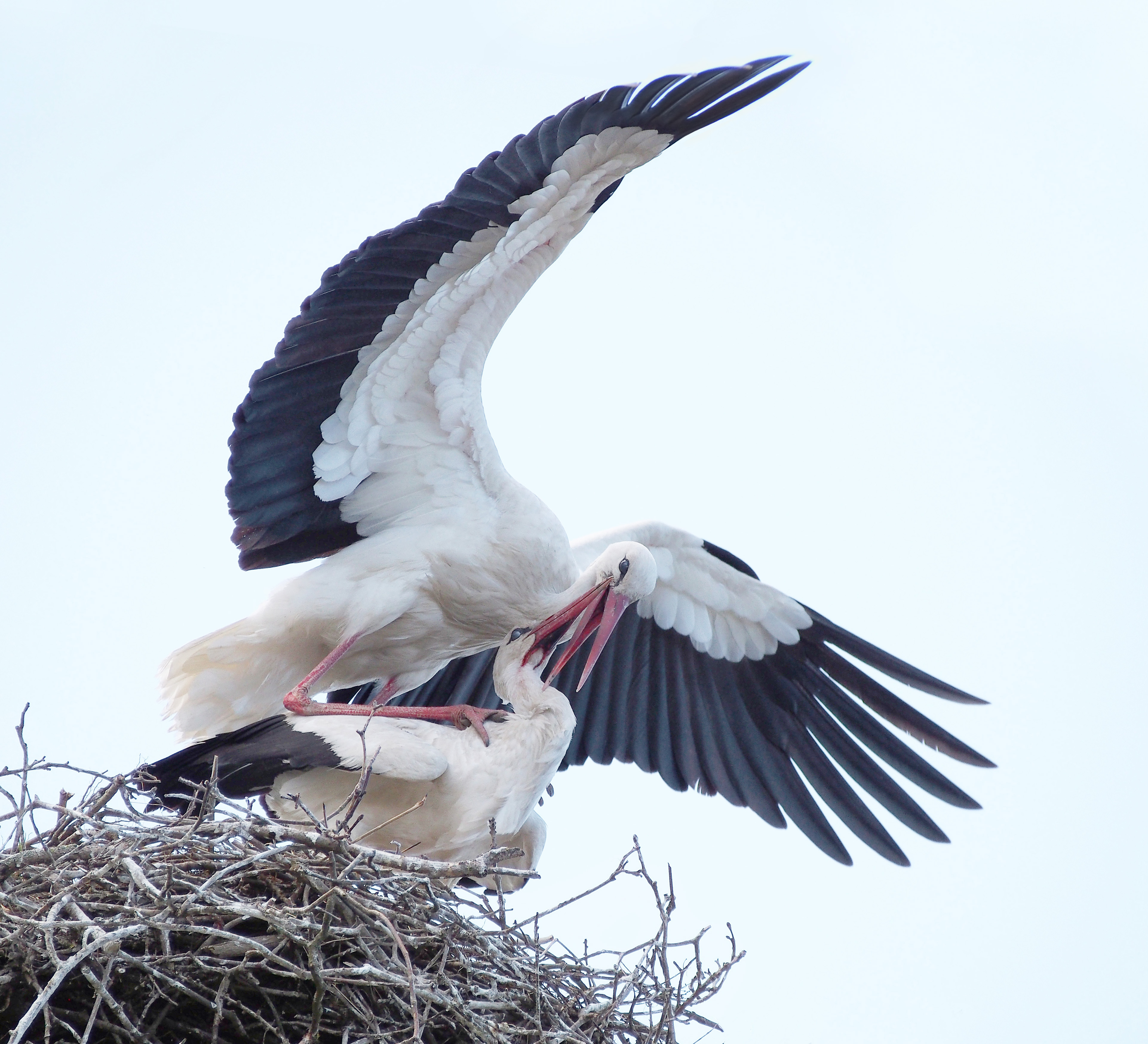
Ooievaars tijdens hun paring op het nest

## Parasieten en ziekten
Ooievaarsnesten worden bewoond door een scala van geleedpotigen, in het bijzonder in de warme maanden nadat de vogels arriveren om te broeden. Gedurende de achtereenvolgende jaren dat het nest wordt gebruikt brengen de ooievaars meer materiaal om hun nest in orde te brengen en lagen van organisch materiaal stapelen zich hierdoor op. Lichaamswarmte, uitwerpselen, voedselresten, veren en huidresten vormen een voedingsbodem voor een grote en diverse populatie van Mesostigmatamijten. Bij een onderzoek in twaalf nesten werden 13 352 exemplaren van 34 soorten gevonden, de meest voorkomende waren Macrocheles merdarius, M. robustulus, Uroobovella pyriformis en Trichouropoda orbicularis, die in totaal 85% van alle exemplaren vertegenwoordigden. Zij voeden zich met de eieren en larven van insecten en rondwormen, die rijkelijk aanwezig zijn in het nest. De mijten worden verspreid door mestetende kevers, vaak van de familie bladsprietkevers of via drek die gebruikt wordt voor de bouw van het nest. De algehele impact van de mijtenpopulatie is niet duidelijk, de mijten kunnen zowel een rol spelen in het onderdrukken van schadelijke organismen (en zijn dus bevorderlijk voor de gezondheid) maar kunnen zelf een nadelig effect op de nestvogels hebben.
De vogels zelf zijn gastheer van meer dan vier geslachten van vedermijten. Deze mijten, waaronder Freyana pelargica, Pterolichus ciconiae en Xoloptes didactylus, leven op schimmels die op de veren groeien. De schimmels die worden gevonden op de veren leven mogelijk van de keratine op de buitenste veren of van verenolie. Mallophaga (bijtende luizen) zoals Colpocephalum zebra bevinden zich gewoonlijk op de vleugels en Neophilopterus incompletus elders op het lichaam.
De ooievaar draagt ook verschillende soorten interne parasieten, waaronder Toxoplasma gondii en darmparasieten van het geslacht Giardia. Een studie uitgevoerd op 120 karkassen van de ooievaar uit Saksen-Anhalt en Brandenburg in Duitsland leverde acht soorten trematoda, vier soorten lintwormen en ten minste drie soorten rondwormen. Eén soort, Chaunocephalus ferox, veroorzaakt laesies in de wand van de dunne darm in een aantal vogels in twee herstelcentra in het midden van Spanje en wordt geassocieerd met gewichtsverlies.

## Cultuur en folklore

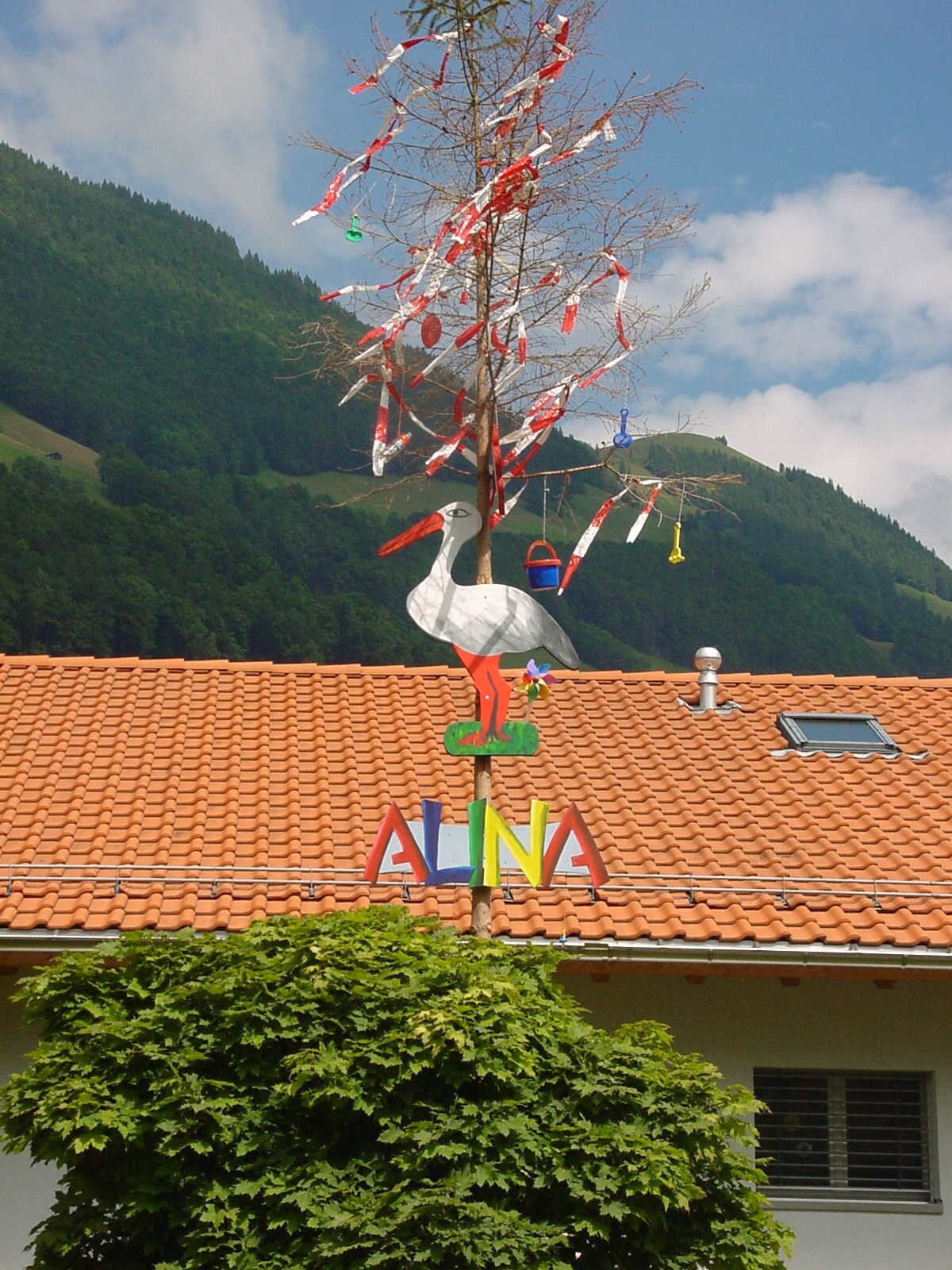
Geboorteaankondiging met een ooievaar

### Ooievaars en kinderen
In de Europese cultuur wordt al lange tijd het krijgen van kinderen gekoppeld aan ooievaars. Mogelijk werd het verhaal populair omdat hiermee het taboeonderwerp seks kon worden vermeden. In verschillende landen zijn seks en seksuele voorlichting enigszins uit de taboesfeer gehaald, maar nog altijd wordt de geboorte van een kind in verband gebracht met ooievaars. In de Efteling is op dit verhaal ingespeeld. Bij het Volk van Laaf kent men de "Liervogel" die de jonge laven(larfjes) naar het "Kraamhuys" in het Lavenlaar komt "brengen". Deze "Liervogel" is de Laafse versie van de ooievaar.
Ook worden afbeeldingen van ooievaars gebruikt om buren, vrienden, familie en dergelijke op de hoogte te stellen van de geboorte van kinderen. Ooievaar is een typisch Nederlands woord. De naam kan rijkdomdrager betekenen.

### Ooievaar in de traditie en taal

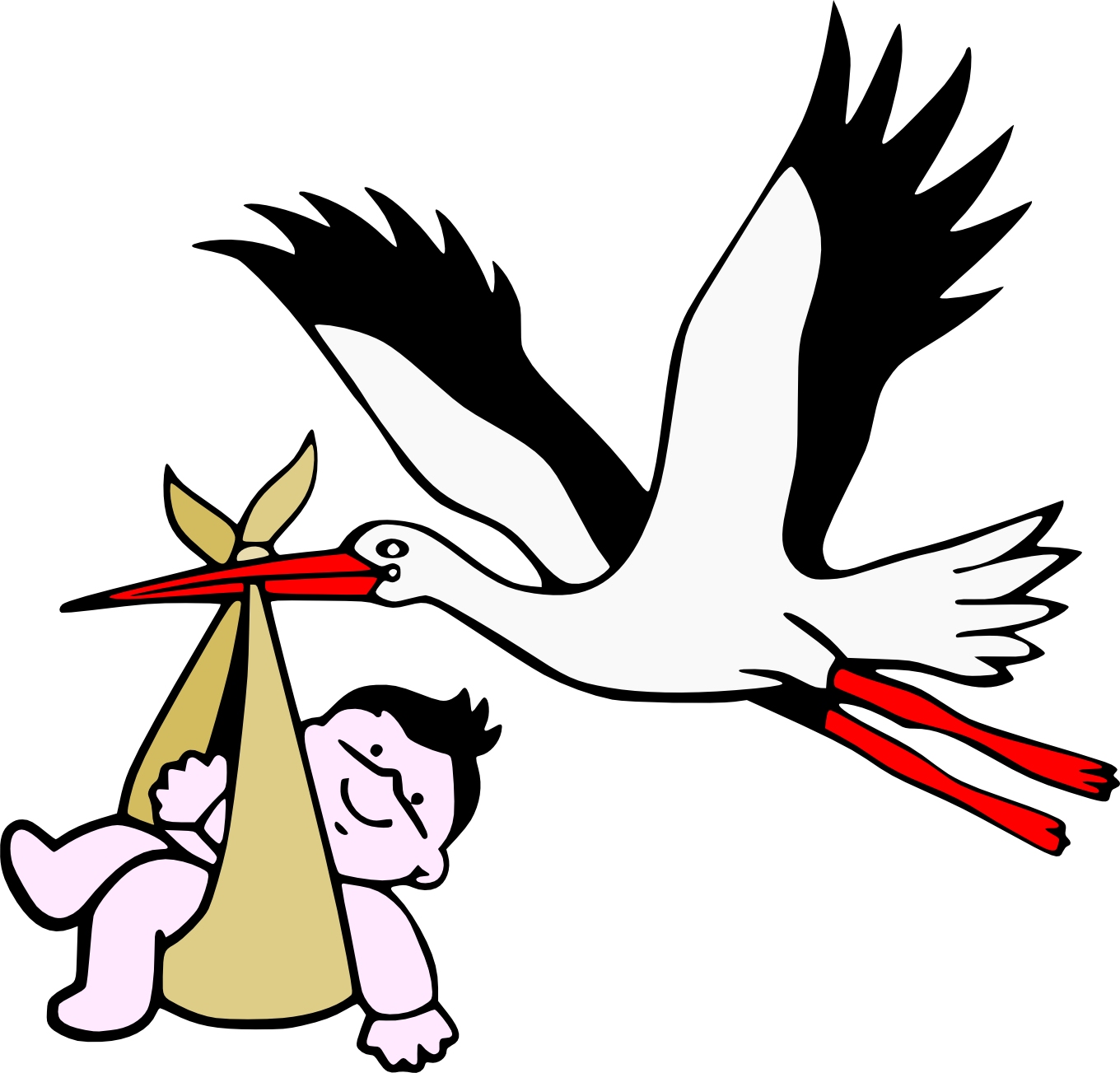
Een ooievaar brengt een baby.

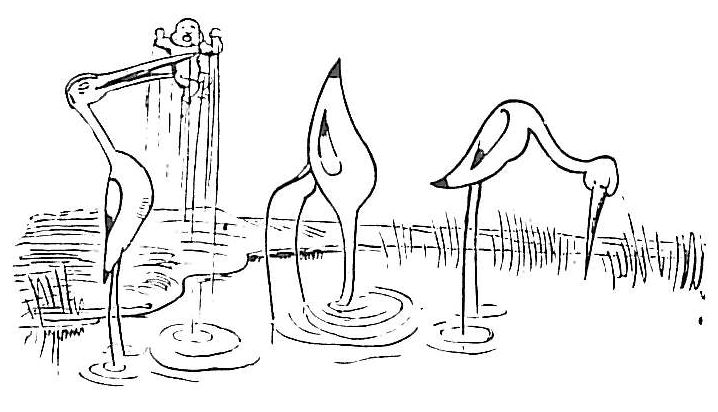
Ook volgens Wilhelm Busch worden kinderen door een ooievaar gebracht.

De ooievaar is een opvallende vogel, die in de folklore en tradities van de Lage Landen een plaats heeft gekregen.
- De ooievaar siert het wapen van Den Haag, maar ook dat van Ankeveen en 's-Graveland in Noord-Holland.
  - In de jaren zestig was er een jazzensemble uit Den Haag dat The Stork Town Dixie Kids heette.
  - Voetbalclub ADO Den Haag heeft in het logo de Haagse ooievaar.
- Benen als een ooievaar: heel lange benen.
- Ooievaarskuitenvet: niet bestaand vet waar een onwetend iemand soms op uit wordt gestuurd.
- Ooievaarsbek (geranium) is een plantengeslacht waarvan het vruchtbeginsel van de uitgebloeide bloem wat weg heeft van een ooievaarsbek.
- De naam van het DC-2-vliegtuig de Uiver uit 1934 betekent ooievaar.
- Juffrouw Ooievaar is een van de personages in De Fabeltjeskrant.
- Het ooievaartje halen betekende vroeger als verpleegkundige de aantekening voor kraamverpleging behalen. Op het bijbehorende insigne staat een ooievaar.
- Ze verwachten de ooievaar: er is een baby op komst.
- Er bestaat in Nederland en Vlaanderen een traditie een houten ooievaar in de voortuin te zetten wanneer er een kind geboren is. In flatwoningen wordt de ooievaar op het balkon gezet of wordt als alternatief een ooievaar op de voordeur geplakt. Deze traditie komt oorspronkelijk uit Duitsland.
- In Utrecht was 45 jaar lang de Kraamkliniek Huize Ooievaar gevestigd (1934-1979).
- In Gent is een Vlaams Netwerk Fertiliteit actief onder de naam De verdwaalde Ooievaar.[38]
- In middeleeuwse bestiaria wordt vermeld dat de ooievaar zijn ouders voedde wanneer deze niet meer voor zichzelf konden zorgen. In de schilderkunst van de renaissance symboliseert de ooievaar daarom de trouw van kinderen aan hun ouders.[39] Deze toeschrijving gaat terug tot de Romeinen die de godin Pietas afbeeldden met een ooievaar of een ibis aan haar voeten. Haar verering kreeg een impuls toen het verhaal bekend werd van een tot de hongerdood veroordeelde vader die gered werd doordat zijn dochter hem voedde met melk uit haar borsten. De Romeinen zagen de vogel als symbool van trouw aan het eerbiedwaardige in ruimere zin, zoals de ouders, de staat en de kerk.